# Deborah Ann Woll
Deborah Ann Woll (New York, 7 febbraio 1985) è un'attrice statunitense.
È nota principalmente per il ruolo di Jessica Hamby nella serie televisiva True Blood e per quello di Karen Page nelle serie Daredevil e il suo spin-off The Punisher.

## Biografia
Nata a New York da una famiglia di origini tedesche e irlandesi, effettua gli studi al Packer Collegiate Institute di Brooklyn; successivamente frequenta la University of Southern California, dove studia teatro.
Dopo essersi trasferita a Los Angeles debutta in un episodio della serie televisiva Life; in seguito ottiene brevi apparizioni come guest star in serie come E.R. - Medici in prima linea, CSI: Scena del crimine, My Name Is Earl e The Mentalist.
Nel 2008 ottiene il ruolo della giovane vampira Jessica Hamby nella serie della HBO True Blood: inizialmente ingaggiata per interpretare il personaggio in soli due episodi, grazie al successo riscosso ha mantenuto il ruolo in tutte le stagioni successive.
Grazie alla visibilità acquistata inizia a lavorare per il cinema: nel 2010 prende parte all'horror Mother's Day di Darren Lynn Bousman e al drammatico Little Murder, dove recita al fianco di Josh Lucas. Nel 2011 è tra i protagonisti del film di Roberto Faenza Un giorno questo dolore ti sarà utile, adattamento cinematografico dell'omonimo romanzo di Peter Cameron.
Nel 2015 ottiene il ruolo di Karen Page nella serie televisiva prodotta da Netflix Daredevil, basata sull'omonimo personaggio dei fumetti Marvel Comics; riprenderà tale ruolo anche nella miniserie The Defenders e nella serie The Punisher. Nel 2022 interpreta e doppia Laufey in God of War Ragnarök.

## Vita privata
L'attrice soffre di celiachia; il fidanzato E.J. Scott soffre di coroideremia, una rara malattia degli occhi che lentamente rende ciechi, per questo da anni è sostenitrice della The Choroideremia Research Foundation.

## Filmografia

### Attrice

#### Cinema
- Mother's Day, regia di Darren Lynn Bousman (2010)
- Little Murder, regia di Predrag Antonijević (2011)
- Seven Days in Utopia, regia di Matt Russell (2011)
- Catch .44, regia di Aaron Harvey (2011)
- Un giorno questo dolore ti sarà utile (Someday This Pain Will Be Useful to You), regia di Roberto Faenza (2011)
- Ruby Sparks, regia di Jonathan Dayton e Valerie Faris (2012)
- Highland Park, regia di Andrew Meieran (2013)
- Meet Me in Montenegro, regia di Alex Holdridge e Linnea Saasen (2014)
- Forever, regia di Tatia Pilieva (2015)
- The Automatic Hate, regia di Justin Lerner (2015)
- Escape Room, regia di Adam Robitel (2019)
- Escape Room 2 - Gioco mortale (Escape Room: Tournament of Champions), regia di Adam Robitel (2021)

#### Televisione
- Life - serie TV, episodio 1x06 (2007)
- Giustizia a Oak Hill (Aces 'N' Eights), regia di Craig R. Baxley - film TV (2008)
- E.R. - Medici in prima linea (E.R.) - serie TV, episodio 14x14 (2008)
- CSI: Scena del crimine (CSI: Crime Scene Investigation) - serie TV, episodio 8x17 (2008)
- My Name Is Earl - serie TV, episodi 3x21-3x22 (2008)
- The Mentalist - serie TV, episodio 1x10 (2008)
- Law & Order: Special Victims Unit - serie TV, episodio 11x03 (2009)
- A Drop of True Blood  - serie TV, episodio 1x02 (2010)
- True Blood – serie TV, 71 episodi (2008-2014) – Jessica Hamby
- Daredevil - serie TV, 39 episodi (2015-2018) – Karen Page
- The Defenders – miniserie TV, 4 episodi (2017) – Karen Page
- The Punisher – serie TV, 5 episodi (2017- 2019) – Karen Page
- Quantum Leap - serie TV, episodio 1x09 (2023)
- Daredevil - Rinascita (Daredevil: Born Again) – serie TV (2025)

### Doppiatrice
- God of War Ragnarök – videogioco (2022) - Faye / Laufey

## Riconoscimenti
- Screen Actors Guild Awards
  - 2010 – Candidatura al miglior cast di una serie drammatica per True Blood
- Satellite Award
  - 2009 – Miglior performance dell'intero cast in una serie tv per True Blood
- Scream Award
  - 2010 – Candidatura alla miglior performance rivelazione femminile per True Blood

## Doppiatrici italiane
Nelle versioni in italiano delle opere in cui ha recitato, Deborah Ann Woll è stata doppiata da:
- Eleonora Reti in Daredevil, The Defenders, The Punisher, Escape Room, Escape Room 2 - Gioco mortale, Daredevil - Rinascita
- Perla Liberatori in True Blood, Catch .44, Un giorno questo dolore ti sarà utile, Ruby Sparks
- Letizia Scifoni in Life
- Chiara Colizzi in God of War Ragnarök